# Chapelle Saint-Roch de Pernes-les-Fontaines
Pour les articles homonymes, voir Chapelle Saint-Roch.
La chapelle Saint-Roch est une chapelle située à l'extérieur du village de Pernes-les-Fontaines, sur la route de Saint-Didier dans le département français de Vaucluse en région Provence-Alpes-Côte d'Azur.

## Historique
Construite au XVe siècle, et dédiée à Saint Roch, elle a été placée sous la protection de ce saint patronage, contre la peste qui ravageait la région. Cet édifice ayant pris la foudre, en 1708, une nouvelle chapelle est bâtie au même endroit, en 1713. Le nombre de fidèles important lors des processions du 16 août imposse un agrandissement en 1745. Ces festivités donnaient également lieu à une foire et à un marché devant la chapelle.
Près de cette chapelle, lors de travaux communaux, dans les années 1750, une source fut trouvée. À la suite de cette découverte, le conseil municipal décida de créer dans le centre-ville quatre nouvelles fontaines, alimentées par cette source.